# Bellota
Cet article possède un paronyme, voir Bande du Bellota.
Genre
Bellota est un genre d'araignées aranéomorphes de la famille des Salticidae.

## Distribution
Les espèces de ce genre se rencontrent en Amérique et au Pakistan.

## Liste des espèces
Selon World Spider Catalog (version 18.0, 13/03/2017) :
- Bellota fascialis Dyal, 1935
- Bellota formicina (Taczanowski, 1878)
- Bellota livida Dyal, 1935
- Bellota micans Peckham & Peckham, 1909
- Bellota modesta (Chickering, 1946)
- Bellota peckhami Galiano, 1978
- Bellota violacea Galiano, 1972
- Bellota wheeleri Peckham & Peckham, 1909
- Bellota yacui Galiano, 1972

## Publication originale
- Peckham & Peckham, 1892 : Ant-like spiders of the family Attidae. Occasional Papers of the Natural History Society of Wisconsin, vol. 2, no 1, p. 1-84 (texte intégral).